# Barbe Avrillot
Barbe Jeanne Avrillot, esposa Pierre Acarie, i en religió Maria de l'Encarnació (París, 1 de febrer de 1566 - Pontoise, 18 d'abril de 1618) fou una noble francesa, fundadora d'un cercle de devoció i una de les primeres Carmelites Descalces de França. És venerada com a beata per l'Església catòlica.

## Biografia
Barbare Avrillot pertanyia a l'alta burgesia financera, estava emparentada amb els Guise i era cosina de Pierre de Bérulle. Fou educada amb les clarisses de Longchamp i hi adquirí l'habitud de la pregària i la devoció i el gust per la vida religiosa. Als setze anys, en 1582, es casà amb Pierre Acarie, canceller de Margarida de Valois (reina de França) i membre de la Santa Lliga de París; tindran sis fills (tres nenes i tres nens). Amb el seu marit, Barbe forma part activa de la Lliga, mentre que Pierre, conegut com el lacai de la Lliga, és un dels membres dels Quaranta i estigué implicat en l'assassinat de Barnabé Brisson, president del Parlament, en 1591. S'oposà a la successió al tron d'Enric IV de França, que era hugonot i participà en la defensa de París contra seu.
Durant el setge de París, Barbe Acarie es lliurà en cos i ànima a ajudar els necessitats i ferits. Un cop Enric IV conquerí la ciutat, en 1594, Pierre Acarie fou desterrat i Barbe hi restà per fer-se càrrec dels negocis i el futur dels seus fills. A conseqüència d'una caiguda de cavall, va quedar invàlida per a la resta de la seva vida. Madame Acarie, com era coneguda, es refugià llavors en el misticisme i la devoció i formà un cercle devot al seu palau del Marais, a la Rue des Juifs. Hi freqüentà Pierre de Bérulle, el caputxí Benoît de Canfield, el teòleg André du Val, Michel de Marillac, Vicenç de Paül, François de Sales (que fou director espiritual d'Acarie durant sis mesos) i el cardenal François de Sourdis, i dones com Mme de Meignelay, Mme Jourdain i Mme de Bréauté, que serien després monges carmelites descalces. El cercle estava influït pel misticisme flamenc i renà, com també per la mística espanyola contemporània. Volia renovar el catolicisme i liderar la Contrareforma a França. Acarie era coneguda per la seva virtut i caritat envers necessitats i malalts.
Cap al 1601, llegí una vida de Teresa de Jesús, la de Joan de Ribera que s'acabava de traduir al francès, i en quedà impressionada. Va tenir una visió de la santa que li deia que fundés convents de la reforma carmelita a França, i això la decidí a fer-ho. Amb els mitjans oferts per Mlle de Longuville, es construí un monestir a París, a la Rue Saint-Jacques, al qual Enric IV atorgà cartes de patent el 18 de juliol de 1602. Amb el suport de Pierre de Bérulle, Francesc de Sales, l'abat de Brétigny i els Marillac, decidí de fundar el Carmel Reformat a França, i Sales escrigué al papa Climent VIII per demanar-li autorització, que el papa donà el 23 de novembre de 1603. L'any següent, un grup de carmelites descalces espanyoles ocuparen el convent de la Rue St. Jacques, dirigides per Ana de San Bartolomé, companya de Teresa de Jesús. Hi ingressaren com a monges Mlle de Longueville, Anne de Gonzague i Mlle de la Vallieres, i hi predicaren Bossuet i François Fénelon.
Mme Acarie també participà en la fundació de l'Oratori de França en novembre de 1611, i en la de les Ursulines. Veient que algunes de les candidates que volien ingressar al convent de carmelites no tenien vocació per la vida contemplativa, pensà de dedicar-les a tasques actives, com l'educació cristiana de les noies, i amb la seva cosina Mme. de Sainte-Beuve posaren els mitjans perquè les ursulines italianes vinguessin a París.
En quedar-se vídua en 1613, Barbe ingressà en l'orde carmelita com a germana llega al convent d'Amiens, on prengué el nom de Marie de l'Incarnation, i en desembre de 1616, es retira al convent de Pontoise, on morirà en 1618.
Escrigué, en la línia mística i de l'escola d'espiritualitat francesa diverses obres recollides com a Écrits spirituels i uns exercicis espirituals, Les Vrays exercices de la bienheureuse sœur Marie de l'Incarnation composez par elle-même, publicats en 1623.

## Veneració
Michel de Marillac feu erigir un mausoleu a l'església del Carmel, el marbre del qual fou donat per la reina Maria de Mèdici. La cel·la on la germana Maria de l'Encarnació havia mort fou convertida en oratori cap als anys trenta del mateix segle xvii.
Des de 1622, el seu fill Pierre Acarie començà a recollir la documentació necessària per incoar el procés de beatificació, però quedaren retinguts a Roma fins al final del segle xviii. Fou beatificada en 1791 per Pius VI.
Les seves tres filles foren també carmelites descalces i una, Marguerite Acarie (1590- 1660), fou superiora de la comunitat d'Amiens amb el nom de Margarida del Sant Sagrament.

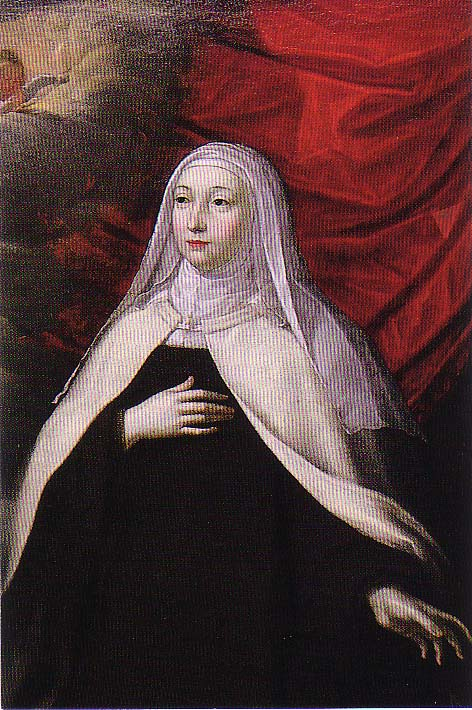
Retrat anònim del s. XVII
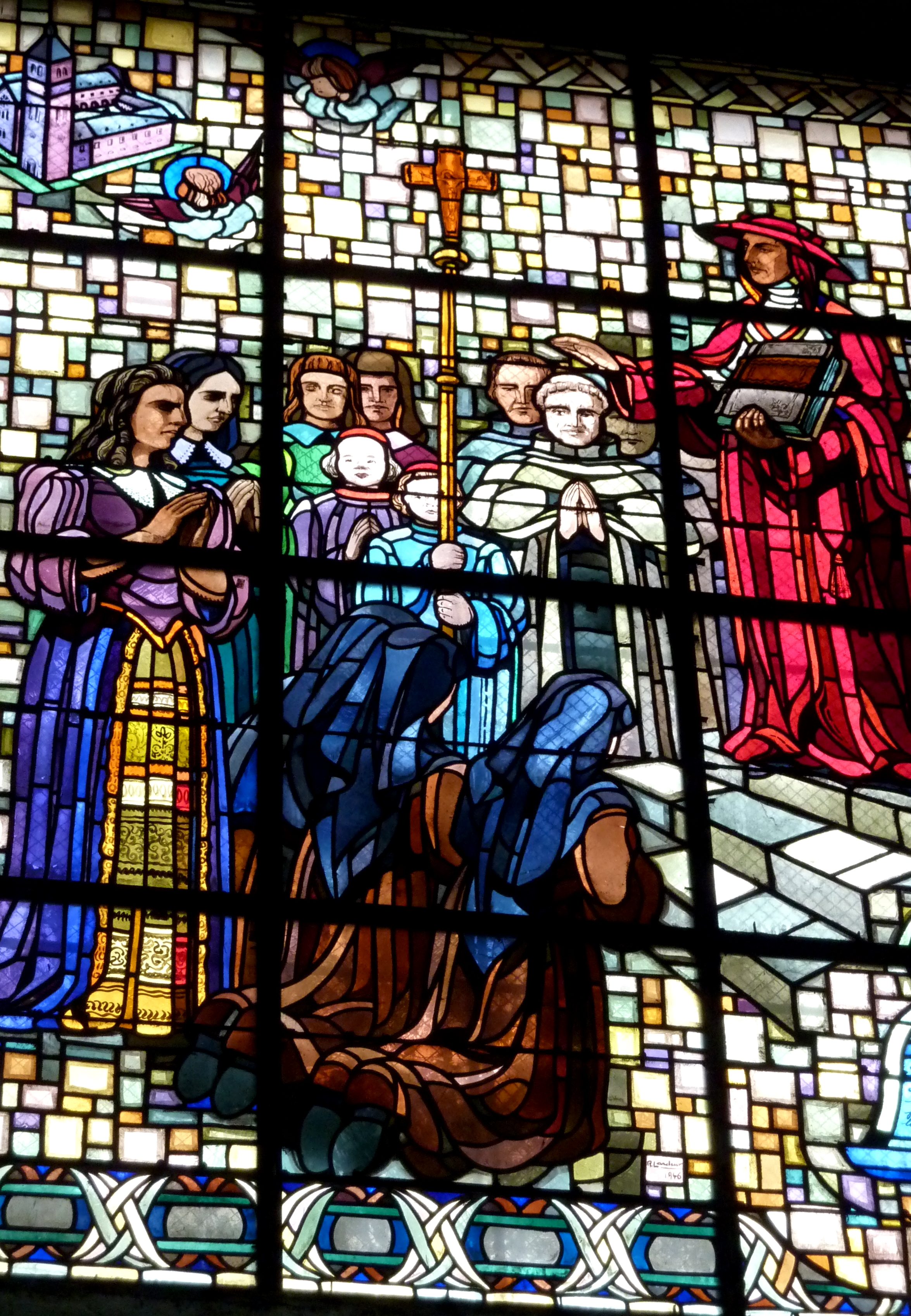
Vitrall amb el cardenal Bérulle i Acarie fundant la comunitat carmelita (París, Notre-Dame-des-Blancs-Manteux)
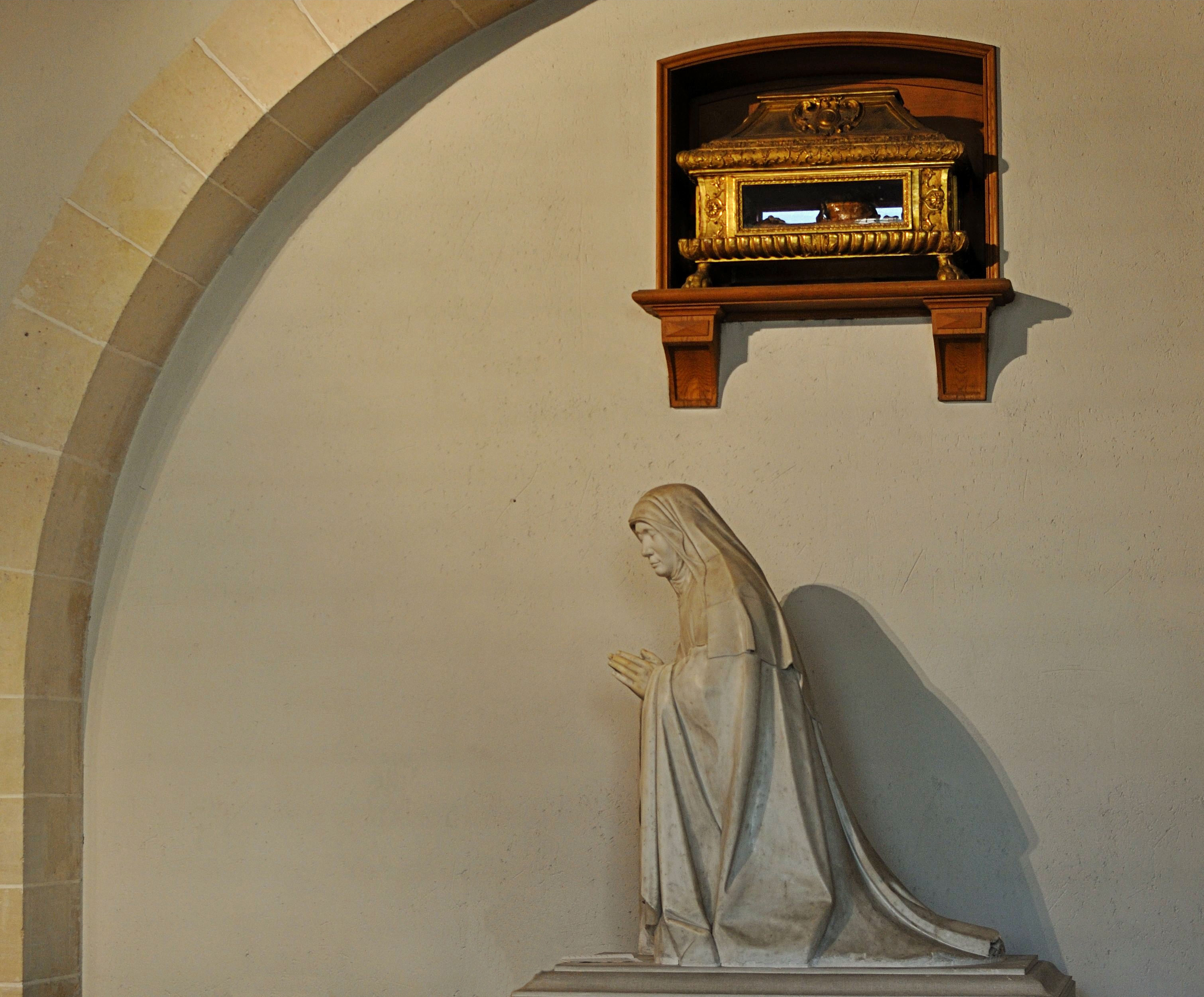
Mausoleu a la capella de Pontoise
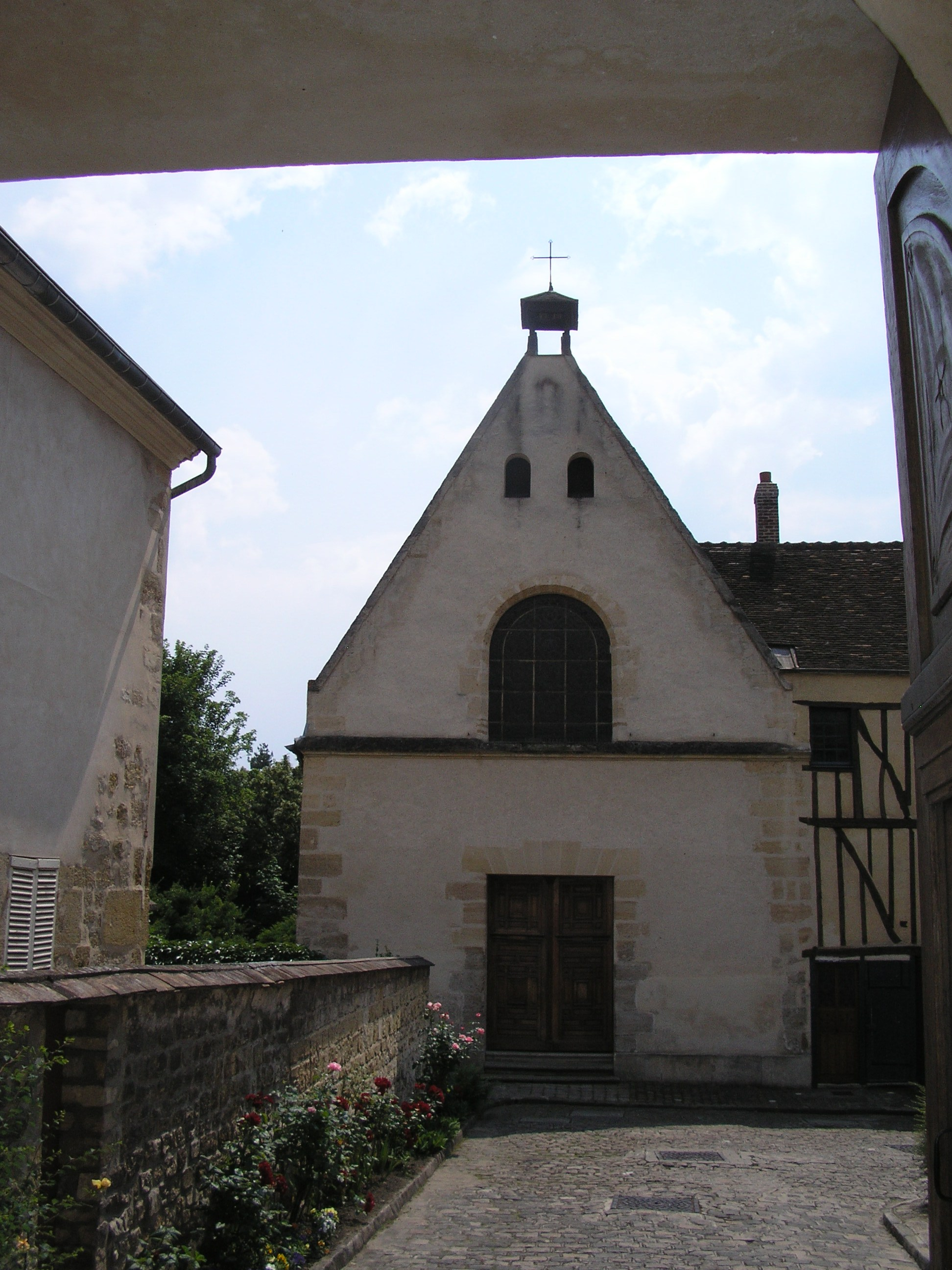
Església del Carmel de Pontoise, lloc d'enterrament de la beata
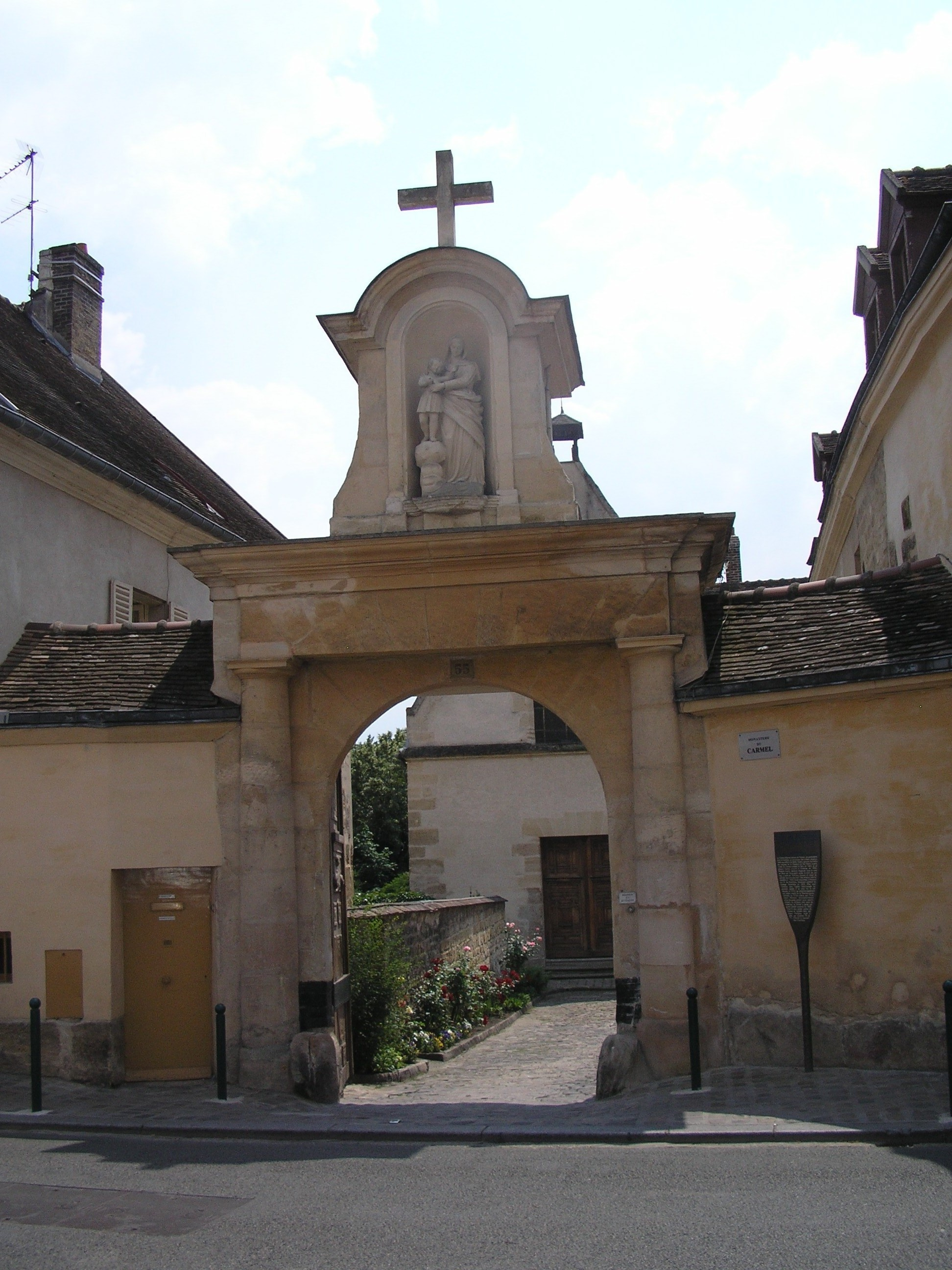
Entrada del convent de Pontoise